# 天満宮
天満宮（てんまんぐう）は、菅原道真を祭神とする神社である。

## 概説
天満宮は「天神（てんじん)」｢天神さま」｢天神さん」とも呼ばれる。社名は、天満神社（てんまんじんじゃ)、祭神の生前の名前から菅原神社（すがわらじんじゃ)、天神を祀ることから天神社（てんじんしゃ）などとなっていることもあり、また、鎮座地の地名を冠していることもある。ただし、｢天神社」については、天津神を祀る神社という意味のものもあり、これは菅原道真とは関係がなく、全国各地に在りその発祥は不明である。

## 由来など
道真が亡くなった後、平安京で雷、大火、疫病などの天変地異が相次ぎ、清涼殿落雷事件で大納言の藤原清貫ら道真左遷に関わったとされる者たちが相次いで亡くなったことから、道真は大自在天や大威徳明王などと関連付けて考えられるようになった。｢天満」の名は、道真が死後に送られた神号の「天満（そらみつ）大自在天神」から来たといわれ､『日本書紀』の「虚空見（そらみつ)」から、あるいは「道真の怨霊が雷神となり、それが天に満ちた」ことがその由来という。怨霊の記憶が薄れていくとともに、また太平の世になるにつれ、道真が優れた学者であったことから天神は「学問の神様」ともされ、多くの受験生が合格祈願に詣でる。参拝して筆を買うと受験に利益があるともいう。

## 列挙
列挙している天満宮などは、以下のとおり。
- 天満宮
- 天満宮神社
- 天満神社
- 天満社
- 菅原神社
- 天神社
- 天神宮
- 天神神社
- 北野神社
- 他の神社

## 主な天満宮

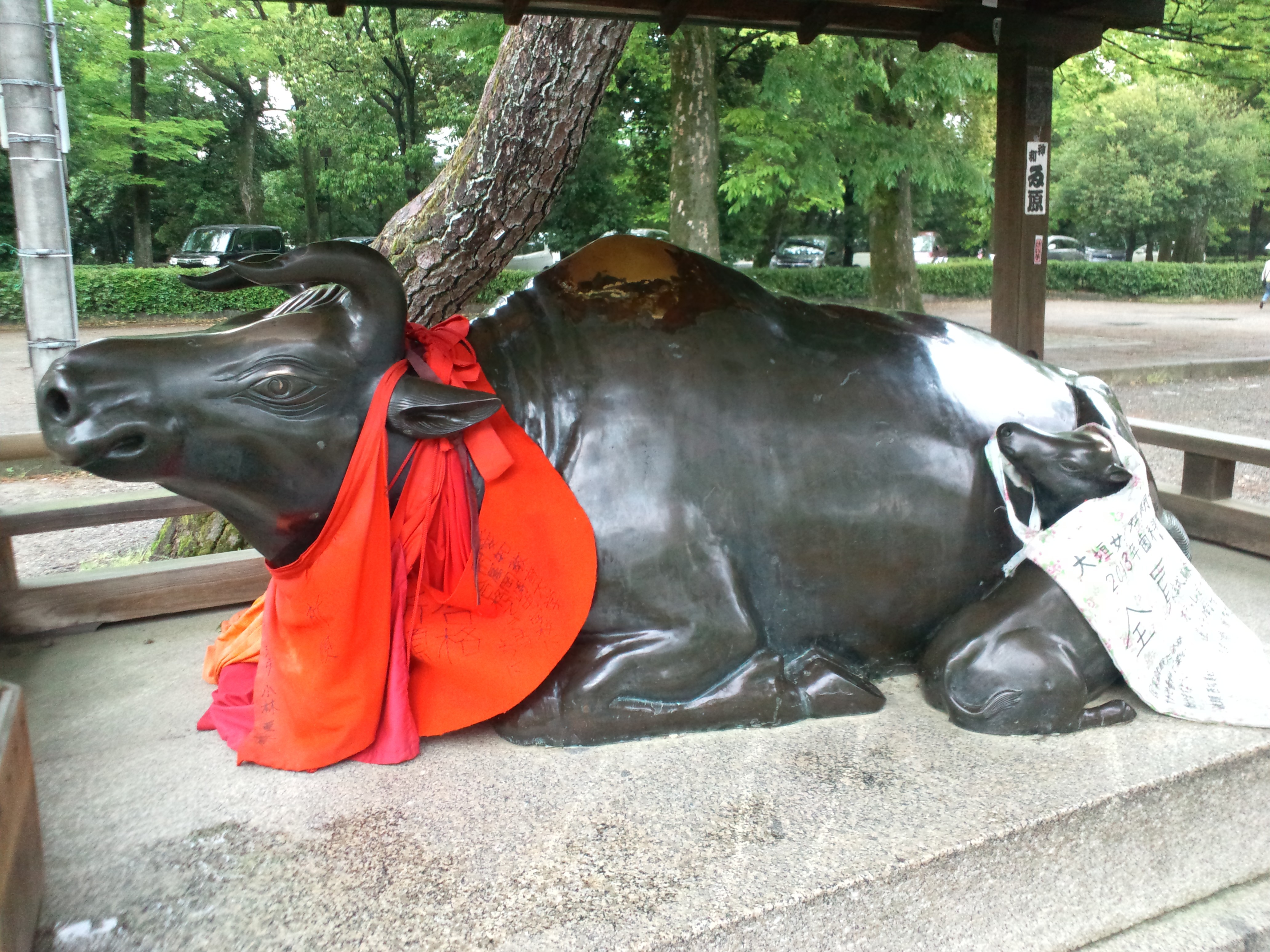
牛石像(北野天満宮)

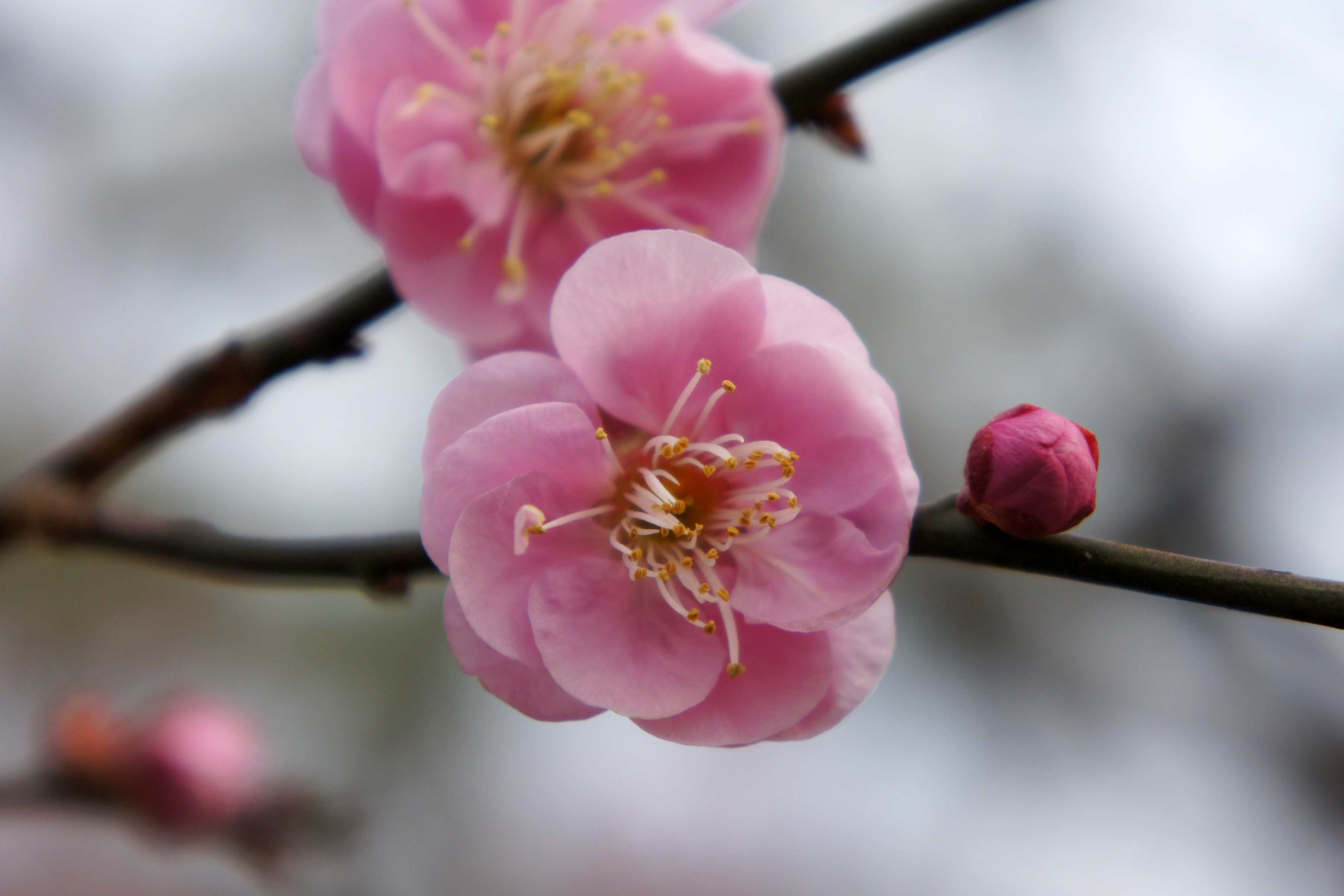
梅(北野天満宮)

### 北海道地方
- 茨戸天満宮 （北海道札幌市北区篠路） – 篠路神社末社
- 平岸天満宮 （北海道札幌市豊平区平岸）
- 天満宮 （北海道札幌市南区真駒内） – 真駒内天満宮
- 天満宮 （北海道小樽市天神）
- 錦山天満宮 （北海道江別市野幌代々木町）
- 栗山天満宮 （北海道夕張郡栗山町桜丘）
- 三景天満宮 （北海道紋別郡滝上町栄町）
- 矢不来天満宮 （北海道北斗市矢不来）

### 東北地方
- 弘前天満宮 （青森県弘前市西茂森） – 天満宮
- 兼平天満宮 （青森県弘前市兼平）
- 天満宮 （青森県平川市新山岡部）
- 長根天満宮 （青森県八戸市長根）

- 盛岡天満宮 （岩手県盛岡市新庄町）
- 天満宮 （岩手県二戸市米沢）
- 天満宮 （岩手県北上市川岸）
- 天満宮 （岩手県奥州市水沢姉体町）

- 榴岡天満宮 （宮城県仙台市宮城野区榴ケ岡）
- 長命荘天満宮 （宮城県仙台市青葉区小松島）
- 馬放天満宮 （宮城県大崎市古川）
- 益岡天満宮 （宮城県白石市益岡町）
- 天満宮 （宮城県加美郡加美町小泉）

- 小白川天満宮 （山形県山形市白川町）
- 鶴岡天満宮 （山形県鶴岡市神明町）
- 新荘天満宮 （山形県新庄市堀端町）
- 大谷四天神 （山形県西村山郡朝日町） ※この地に、道真の側室家族、または、子孫の白田氏が移り住んだという伝承がある。
  - 西の天満宮 （朝日町）
  - 北野天満宮 （朝日町立木）
  - 高木天満宮 （朝日町馬神）
  - 峯壇天満宮 （朝日町大谷）

- 曽根田天満宮 （福島県福島市天神町） ※日本三大天神のひとつ。
- 高畑天満宮 （福島県福島市飯坂町湯野） – 西根神社境内社
- 小平潟天満宮 （福島県耶麻郡猪苗代町中小松） ※日本三大天神のひとつ。
- 北田天満宮 （福島県双葉郡楢葉町北田）

### 関東地方
- 大生郷天満宮 （茨城県常総市大生郷町） ※日本三大天神のひとつ。道真の遺骨を祀る。
- 天満宮 （茨城県常陸太田市赤土町） – 赤土天満宮
- 那珂湊天満宮 （茨城県ひたちなか市湊中央）
- 天満宮 （茨城県守谷市高野）

- 朝日森天満宮 （栃木県佐野市天神町）
- 天満宮 （栃木県栃木市新井町）
- 川連天満宮 （栃木県栃木市大平町）
- 芳賀天満宮 （栃木県芳賀郡芳賀町西水沼）

- 桐生天満宮 （群馬県桐生市天神町）
- 石鴨天満宮 （群馬県桐生市梅田町）
- 上宿天満宮 （群馬県館林市羽附町）
- 髙鳥天満宮 （群馬県邑楽郡板倉町大高嶋）

- 天満宮 （埼玉県さいたま市緑区寺山）
- 道場天満宮 （埼玉県さいたま市桜区道場）
- 立野天満宮 （埼玉県春日部市立野）
- 古城天満宮 （埼玉県羽生市東） ※羽生城跡内

- 大野天満宮 （千葉県市川市大野町） – 本光寺境内社
- 馬込天満宮 （千葉県船橋市馬込西）
- 天満宮 （千葉県流山市大畔）
- 天満宮 （千葉県白井市河原子） – 天神社

- 平河天満宮 （東京都千代田区平河町） ※江戸三大天神、東都七天神のひとつ。
- 湯島天満宮 （東京都文京区湯島） ※関東三大天神、江戸三大天神、東都七天神のひとつ。
- 梅島天満宮 （東京都足立区梅島）
- 町田天満宮 （東京都町田市原町田） ※町田三天神のひとつ。
- 谷保天満宮 （東京都国立市谷保） ※関東三大天神のひとつ。東日本最古の天満宮。野暮の語源。

- 天満宮 （神奈川県横浜市港北区高田西） – 高田天満宮
- 永谷天満宮 （神奈川県横浜市港南区上永谷） ※日本三躰天神のひとつ。
- 岡村天満宮 （神奈川県横浜市磯子区岡村）
- 大和天満宮 （神奈川県大和市大和南）
- 天満宮 （神奈川県鎌倉市上町屋）

### 中部地方
- 吉田天満宮 （新潟県燕市吉田下町）
- 天満宮 （新潟県魚沼市大沢）
- 天満宮 （新潟県魚沼市竜光）
- 天満宮 （新潟県見附市漆山町）

- 天満宮 （富山県富山市上大久保）
- 馬瀬口天満宮 （富山県富山市馬瀬口）
- 越中北野天満宮 （富山県南砺市北野）
- 天満宮 （富山県中新川郡立山町野村）
- 椿原天満宮 （石川県金沢市天神町）
- 卯辰天満宮 （石川県金沢市東御影町）
- 小松天満宮 （石川県小松市天神町）

- 天満宮 （山梨県韮崎市韮崎町）
- 天満宮 （山梨県山梨市三富）
- 天神中条天満宮 （山梨県南巨摩郡富士川町天神中條）
- 平野天満宮 （山梨県南都留郡山中湖村平野）

- 御殿山天満宮 （長野県松本市浅間温泉）
- 上田天満宮 （長野県上田市天神）
- 岡地天満宮 （長野県千曲市森）
- 北野天満宮 （長野県下水内郡栄村堺）

- 加納天満宮 （岐阜県岐阜市加納天神町）
- 飛騨天満宮 （岐阜県高山市天満町）
- 大垣天満宮 （岐阜県大垣市西外側町）
- 池野天満宮 （岐阜県揖斐郡池田町池野）

- 静岡天満宮 （静岡県静岡市葵区中町）
- 天満宮 （静岡県静岡市駿河区下川原）
- 天満宮 （静岡県藤枝市藤枝）
- 日枝天満宮 （静岡県沼津市平町）

- 黄龍天満宮 （愛知県名古屋市南区呼続） ※黄龍寺境内。菅原道真公御真筆の画像が伝わる。
- 上野天満宮 （愛知県名古屋市千種区赤坂町） ※名古屋三大天神のひとつ。
- 山田天満宮 （愛知県名古屋市北区山田町） ※名古屋三大天神のひとつ。
- 鴨田天満宮 （愛知県岡崎市鴨田町）
- 岩津天満宮 （愛知県岡崎市岩津町）
- 岡崎天満宮 （愛知県岡崎市中町）

- 川方天満宮 （三重県津市川方町）
- 野邊野天満宮 （三重県津市久居二ノ町）
- 天満宮 （三重県松阪市御麻生薗町）
- 松葉山天満宮 （三重県熊野市木本町）

### 近畿地方
- 大沢鳴宮天満宮 （滋賀県彦根市平田町551）
- 鳴宮天満宮 （滋賀県彦根市平田町1068） – 鳴宮神社
- 天満宮 （滋賀県守山市守山）
- 綾野天満宮 （滋賀県甲賀市水口町綾野）

- 北野天満宮 （京都府京都市上京区御前通） – 天満天神、北野天神　※日本三大天神、菅公聖蹟二十五拝、洛陽天満宮二十五社順拝のひとつ。
- 水火天満宮 （京都府京都市上京区堀川通） – 水火の天神さん　※日本最古の天満宮（最初に「天満宮」という社号が許可された神社）
- 霊光殿天満宮 （京都府京都市上京区新町通）
- 錦天満宮 （京都府京都市中京区錦小路通） ※菅公聖蹟二十五拝、洛陽天満宮二十五社順拝のひとつ。
- 文子天満宮 （京都府京都市下京区間之町通） – 文子天満宮神社　※洛陽天満宮二十五社順拝のひとつ。日本最古の天満宮（天神信仰発祥の神社、北野天満宮の前身）
- 火除天満宮 （京都府京都市下京区貞安前之町） ※洛陽天満宮二十五社順拝のひとつ。
- 北白川天満宮 （京都府京都市左京区北白川）
- 吉祥院天満宮 （京都府京都市南区吉祥院政所町） – 吉祥天女社　※菅公聖蹟二十五拝のひとつ。日本最古の天満宮（菅原道真の生誕の地）
- 高台寺天満宮 （京都府京都市東山区下河原町）
- 桃山天満宮 （京都府京都市伏見区御香宮門前町）
- 長尾天満宮 （京都府京都市伏見区醍醐伽藍町)
- 長岡天満宮 （京都府長岡京市天神） – 天神さん　※菅公聖蹟二十五拝のひとつ。
- 生身天満宮 （京都府南丹市園部町） ※日本最古の天満宮（菅原道真の存命中の創建）
- 矢田天満宮 （京都府亀岡市上矢田町）
- 桜天満宮 （京都府亀岡市薭田野町）
- 土師天満宮 （京都府福知山市土師町）
- 桜山天満宮 （京都府宮津市万町）
- 千代桜天満宮 （京都府向日市寺戸町）

- 福島天満宮 （大阪府大阪市福島区福島） ※菅公聖蹟二十五拝、福島三天神のひとつ。
- 菅原天満宮 （大阪府大阪市東淀川区菅原）
- 天神ノ森天満宮 （大阪府大阪市西成区岸里東） – 天下茶屋天満宮、子安石天満宮、紹鴎森天満宮
- 大阪天満宮 （大阪府大阪市北区天神橋） – 天満天神、浪華菅廟、中島天満宮　※日本三大天神、菅公聖蹟二十五拝のひとつ。
- 三先天満宮 （大阪府大阪市港区三先） – 天満宮、三先天神
- 南恩加島天満宮 （大阪府大阪市大正区南恩加島） – 天満宮
- 千提寺天満宮 （大阪府茨木市千提寺） – 天満宮
- 上宮天満宮 （大阪府高槻市天神町） – 北山の天神さん　※菅公聖蹟二十五拝のひとつ。
- 子安天満宮 （大阪府高槻市赤大路町）
- 菅原天満宮 （大阪府枚方市長尾峠町）
- 菅原天満宮 （大阪府枚方市高野道）
- 道明寺天満宮 （大阪府藤井寺市道明寺） – 土師神社　※菅公聖蹟二十五拝のひとつ。
- 総福寺天満宮 （大阪府泉佐野市日根野） – 日根野天満宮　※総福寺境内

- 綱敷天満宮 （兵庫県神戸市須磨区天神町）– 須磨の天神さま　※菅公聖蹟二十五拝のひとつ。
- 大塩天満宮 （兵庫県姫路市大塩町）– 天満神社　※菅公聖蹟二十五拝のひとつ。
- 廣畑天満宮 （兵庫県姫路市広畑区北野町） – 天満神社
- 千姫天満宮 （兵庫県姫路市山野井町）
- 臂岡天満宮 （兵庫県伊丹市鋳物師）
- 長洲天満宮 （兵庫県尼崎市長洲本通） ※菅公聖蹟二十五拝のひとつ。
- 曽根天満宮 （兵庫県高砂市曽根町） ※日本三大天神、菅公聖蹟二十五拝のひとつ。
- 河上神社天満宮 （兵庫県洲本市五色町）

- 菅原天満宮 （奈良県奈良市菅原東）
- 佐保川天満宮 （奈良県奈良市西包永町）
- 柏木天満宮 （奈良県奈良市柏木町） – 天満神社
- 北新天満宮 （奈良県奈良市二条大路南）
- 威徳天満宮 （奈良県吉野郡吉野町吉野山） – 天満神社　※菅公聖蹟二十五拝のひとつ。

- 津秦天満宮 （和歌山県和歌山市津秦）
- 和歌浦天満宮 （和歌山県和歌山市和歌浦西） ※日本三大天神のひとつ。
- 学文路天満宮 （和歌山県橋本市南馬場）
- 紀州天満宮 （和歌山県田辺市秋津川）
- 天満宮 （和歌山県伊都郡かつらぎ町中飯降）

### 中国地方
- 白潟天満宮 （島根県松江市天神町） ※出雲三天神のひとつ。
- 菅原天満宮 （島根県松江市宍道町） ※出雲三天神のひとつ。
- 玉造天満宮 （島根県松江市玉湯町玉造）
- 天満宮 （島根県出雲市大社町） – 出雲大社境内社
- 三刀屋天満宮 （島根県雲南市三刀屋町） ※出雲三天神のひとつ。
- 神並山天満宮 （島根県浜田市蛭子町）
- 長浜天満宮 （島根県浜田市長浜町）
- 松林山天満宮 （島根県鹿足郡津和野町森村）
- 湊天満宮  （島根県隠岐郡隠岐の島町湊）
- 北野天満宮 （鳥取県鳥取市小沢見）
- 賀茂神社天満宮 （鳥取県米子市加茂町）
- 船岡天満宮 （鳥取県八頭郡八頭町船岡）

- 十日市天満宮 （岡山県岡山市北区十日市東町）
- 天満宮 （岡山県岡山市北区石関町）
- 八出天満宮 （岡山県津山市八出）
- 硯井天満宮 （岡山県玉野市八浜町）
- 威徳天満宮 （岡山県英田郡西粟倉村長尾）

- 尾長天満宮 （広島県広島市東区山根町）
- 廿日市天満宮 （広島県廿日市市天神）
- 沖友天満宮 （広島県呉市豊町沖友）
- 御手洗天満宮 （広島県呉市豊町御手洗）
- 御袖天満宮 （広島県尾道市長江） ※菅公聖蹟二十五拝のひとつ。

- 梶返天満宮 （山口県宇部市西梶返）
- 防府天満宮 （山口県防府市松崎町） ※日本三大天神、周防の国三大天神、菅公聖蹟二十五拝のひとつ。日本最古の天満宮（最初に立てられた菅廟)。
- 今津天満宮 （山口県岩国市今津町） – 櫂つき天満宮
- 高森天満宮 （山口県岩国市東町下久原）
- 冠天満宮 （山口県光市光井）
- 金谷天満宮 （山口県萩市椿） – 金谷神社
- 厚狭天満宮 （山口県山陽小野田市厚狭）

### 四国地方
- 天満宮 （徳島県美馬市脇町）
- 廣島天満宮 （徳島県板野郡松茂町広島）
- 天満宮 （徳島県名西郡石井町浦庄）

- 成合天満宮 （香川県高松市成合町）
- 華下天満宮 （香川県高松市百間町）
- 二十四の瞳天満宮 （香川県小豆郡小豆島町田浦）
- 滝宮天満宮 （香川県綾歌郡綾川町滝宮） ※菅公聖蹟二十五拝のひとつ。

- 履脱天満宮 （愛媛県松山市久保田町）
- 客天満宮 （愛媛県松山市水泥町）
- 延喜天満宮 （愛媛県今治市延喜）
- 宮内天満宮 （愛媛県伊予郡砥部町宮内）

- 潮江天満宮 （高知県高知市天神町）
- 半家天満宮 （高知県四万十市西土佐半家）
- 七日島天満宮 （高知県宿毛市小筑紫町）
- 天満宮 （高知県高岡郡佐川町甲）

### 九州地方
- 水鏡天満宮 （福岡県福岡市中央区天神） ※｢天神地区」の名の由来。
- 鏡天満宮 （福岡県福岡市博多区川端）
- 綱敷天満宮 （福岡県福岡市博多区綱場町） – 綱敷天神、綱場天満宮　※菅公聖蹟二十五拝のひとつ。
- 立帰天満宮 （福岡県福岡市中央区西公園） ※西公園内
- 野方天満宮 （福岡県福岡市西区野方）
- 植木天満宮（福岡県直方市植木）
- 曩祖八幡宮 （福岡県飯塚市宮町）
- 駛馬天満宮 （福岡県大牟田市宮原町）
- 船津天満宮 （福岡県大牟田市南船津町）
- 北野天満宮 （福岡県久留米市北野町） – 天満神社
- 櫛原天満宮 （福岡県久留米市東櫛原町）
- 青木天満宮 （福岡県久留米市城島町）
- 東林寺天満宮 （福岡県久留米市藤光町）
- 水田天満宮 （福岡県筑後市水田）
- 梅安天満宮 （福岡県中間市中央）
- 太宰府天満宮 （福岡県太宰府市宰府） ※日本三大天神、菅公聖蹟二十五拝のひとつ。道真墓所。
- 綱敷天満宮 （福岡県築上郡築上町高塚）
- 牛嶋天満宮 （佐賀県佐賀市東佐賀町）
- 儀徳天満宮（佐賀県鳥栖市儀徳町）
- 蛎久天満宮 （佐賀県佐賀市鍋島町）
- 天満宮 （佐賀県佐賀市川副町）
- 唐津天満宮 （佐賀県唐津市十人町）

- 松森天満宮 （長崎県長崎市上西山町） – 松森神社
- 詩島天満宮 （長崎県長崎市琴海戸根町） ※詩島内
- 梅園身代り天満宮 （長崎県長崎市丸山町）
- 千々石天満宮 （長崎県雲仙市千々石町） – 天満神社

- 手取天満宮 （熊本県熊本市中央区上通町）
- 馬出天満宮 （熊本県熊本市北区四方寄町）
- 天満宮 （熊本県熊本市南区城南町千町）
- 梅林天満宮 （熊本県玉名市津留） – 津留菅原神社

- 福良天満宮 （大分県臼杵市福良） – 福良宮
- 天満宮 （大分県臼杵市野津町）
- 犬丸天満宮 （大分県中津市犬丸） ※難破により九州初上陸の地となった伝承と石碑がある。中津藩の歴代藩主も代々参拝し、現在でも大名行列が行われている。
- 菅原天満宮 （大分県玖珠郡九重町菅原）

- 宮崎天満宮 （宮崎県宮崎市谷川）
- 月知梅天満宮 （宮崎県宮崎市高岡町）
- 天神天満宮 （宮崎県宮崎市田野町）

- 川上天満宮 （鹿児島県鹿児島市川上町） – 三之宮
- 米ノ津天満宮 （鹿児島県出水市米ノ津町） – 菅原神社
- 楠川天満宮 （鹿児島県熊毛郡屋久島町楠川）

## 主な天満宮神社
- 天満宮神社 （岐阜県揖斐郡揖斐川町三輪）
- 今宮天満宮神社 （滋賀県近江八幡市浅小井町）
- 菅原院天満宮神社 （京都府京都市上京区烏丸通） – 烏丸の天神さん　※菅公聖蹟二十五拝、洛陽天満宮二十五社順拝のひとつ。日本最古の天満宮（菅原道真の生誕の地)。
- 天満宮神社 （愛媛県大洲市東宇山）

## 主な天満神社
- 天満神社 （北海道松前郡松前町朝日）
- 天満神社 （山形県山形市十文字）
- 天満神社 （茨城県稲敷市阿波崎）
- 天満神社 （茨城県稲敷市三次）
- 国府台天満神社 （千葉県市川市国府台）
- 氷川天満神社 （埼玉県桶川市加納） – 加納天満宮
- 天満神社 （埼玉県さいたま市見沼区東新井） – 新井天満神社
- 天満神社 （福井県敦賀市栄新町）
- 天満神社 （福井県敦賀市公文名）
- 天満神社 （岐阜県高山市国府町） – 村山天神
- 天満神社 （京都府与謝郡与謝野町加悦） – 加悦天満宮
- 綱敷天満神社 （兵庫県神戸市東灘区御影） – 御影の天神さま
- 天満神社 （兵庫県神戸市中央区北野町） – 北野天満神社
- 津田天満神社 （兵庫県姫路市飾磨区構） – 津田天満宮
- 天満神社 （兵庫県宝塚市山本） – 天満宮社
- 天満神社 （兵庫県加古郡稲美町国安）
- 北野天満神社 （奈良県奈良市尼辻北町）
- 天満神社 （奈良県宇陀市榛原長峯）
- 與喜天満神社 （奈良県桜井市初瀬） ※菅公聖蹟二十五拝のひとつ。
- 天満神社 （徳島県板野郡板野町古城）
- 天満神社 （徳島県三好市西祖谷山村善徳） – 善徳天満宮
- 綱敷天満神社 （愛媛県今治市桜井）
- 天満神社 （長崎県壱岐市石田町）
- 長峰天満神社 （長崎県壱岐市郷ノ浦町）

## 主な天満社
- 天満社 （東京都八王子市北野町） – 北野天神、北野天満宮、天神さん
- 東蕗田天満社 （茨城県結城郡八千代町東蕗田）
- 有松天満社 （愛知県名古屋市緑区鳴海町）
- 杵築天満社 （大分県杵築市南杵築）

## 主な菅原神社
- 菅原神社 （秋田県秋田市八橋本町）
- 松舘菅原神社 （秋田県鹿角市八幡平）
- 菅原神社 （埼玉県児玉郡上里町帯刀）
- 菅原神社 （東京都世田谷区松原）
- 菅原神社 （東京都町田市本町田） ※町田三天神のひとつ。
- 菅原神社 （新潟県上越市清里区菅原）
- 泉野菅原神社 （石川県金沢市野町）
- 栢野菅原神社 （石川県加賀市山中温泉栢野町） ※神木栢野大杉･国天然記念物と ｢菅原神社の大スギ｣ ･石川県指定天然記念物が植わる。
- 菅原神社 （石川県加賀市打越町）
- 菅原神社 （三重県伊賀市上野東町） – 上野天神宮、お天神さん
- 菅原神社 （大阪府堺市堺区戎之町） – 堺天神
- 藤坂菅原神社 （大阪府枚方市藤阪天神町）
- 菅原神社 （大阪府枚方市長尾宮前） – 長尾菅原神社
- 菅原神社 （大阪府大東市三箇） – 三箇菅原神社
- 菅原神社 （大阪府大東市御領）
- 菅原神社 （奈良県奈良市東九条町）
- 菅原神社 （山口県柳井市天神） – 柳井天満宮
- 菅原神社 （福岡県北九州市戸畑区菅原） – 天籟寺天満宮
- 菅原神社 （福岡県北九州市小倉北区古船場町）
- 菅原神社 （福岡県田川郡福智町神崎）
- 山崎菅原神社 （熊本県熊本市中央区桜町）
- 菅原神社 （熊本県玉名市河崎） – 河崎菅原神社
- 萩原菅原神社 （熊本県八代市萩原町） – 萩原天満宮、萩原天神社
- 内牧菅原神社 （熊本県阿蘇市内牧）
- 十島菅原神社 （熊本県球磨郡相良村柳瀬）
- 菅原神社 （鹿児島県薩摩川内市東郷町藤川） – 藤川天神　※道真の墓所とされる伝承がある。なお、近隣には同名の神社が多い。
- 菅原神社 （鹿児島県鹿屋市天神町） – 荒平天神、荒平神社

## 主な天神社
- 水海道天神社 （茨城県常総市水海道天満町）
- 北野天神社 （埼玉県所沢市小手指元町） – 物部天神社・國渭地祇神社・天満天神社
- 佐間天神社 （埼玉県行田市佐間）
- 千葉天神 （千葉県千葉市中央区院内） – 千葉神社境内社
- 西向天神社 （東京都新宿区新宿） – 大久保天満宮
- 成子天神社 （東京都新宿区西新宿）
- 蛍雪天神 （東京都新宿区赤城元町） – 赤城神社境内社
- 五條天神社 （東京都台東区上野公園） ※江戸三大天神、東都七天神のひとつ。
- 亀戸天神社（東京都江東区亀戸） – 亀戸天神、亀戸天満宮、東宰府天満宮　※日本三大天神、関東三大天神、江戸三大天神、東都七天神のひとつ。
- 高尾天神社 （東京都八王子市初沢町）
- 布多天神社 （東京都調布市調布ケ丘） – 五宿天神
- 穴澤天神社 （東京都稲城市矢野口）
- 天神社 （東京都西東京市北町） – 下保谷天神社
- 天満天神社 （神奈川県川崎市幸区東古市場）
- 荏柄天神社 （神奈川県鎌倉市二階堂） ※日本三大天神のひとつ。
- 天神社 （神奈川県横須賀市久里浜） – 久里浜天神社
- 大嵐天神社 （山梨県南都留郡富士河口湖町）
- 高天神社 （静岡県掛川市上土方嶺向）
- 野賀天神社 （静岡県掛川市大渕）
- 浜天神社 （静岡県掛川市大渕）
- 雨垂天神社 （静岡県掛川市大渕）
- 桜天神社 （愛知県名古屋市中区錦） ※名古屋三大天神のひとつ。
- 吉田天神社 （愛知県豊橋市広小路） – 吉田天満宮
- 長草天神社 （愛知県大府市長草町）
- 北野天神社 （愛知県江南市北野町）
- 天満天神社 （滋賀県彦根市清崎町）
- 海津天神社 （滋賀県高島市マキノ町海津）
- 天神社 （大阪府大阪市福島区玉川） ※福島三天神のひとつ。
- 綱敷天神社 （大阪府大阪市北区神山町） – 綱敷天満宮、北野天神
- 露天神社 （大阪府大阪市北区曽根崎） – お初天神　※菅公聖蹟二十五拝のひとつ。
- 淀川天神社 （大阪府大阪市北区国分寺） – 天神社
- 柳原天神社 （兵庫県神戸市兵庫区東柳原町）
- 九所御霊天神社 （兵庫県姫路市大善町） – 神屋天神社、市之郷天神
- 天神社 （兵庫県明石市大蔵天神町） – 休天神、明石天満宮　※菅公聖蹟二十五拝のひとつ。
- 打出天神社 （兵庫県芦屋市春日町）
- 浜宮天神社 （兵庫県加古川市尾上町）
- 天神社 （奈良県奈良市高畑町） – 奈良町天神社
- 水鏡天神社 （奈良県奈良市五条町） – 水鏡神社
- 天神社 （広島県廿日市市宮島町） – 厳島神社摂社　※菅公聖蹟二十五拝のひとつ。
- 徳島眉山天神社 （徳島県徳島市眉山町）
- 天満町天神 （熊本県玉名市高瀬） – 高瀬七天神
- 萩原天神社 （大分県大分市萩原）

## 主な天神宮
- 天満天神宮 （埼玉県秩父郡東秩父村御堂）
- 天神宮 （長野県佐久市岩村田） – 大神宮神社境内社
- 天神宮 （静岡県沼津市口野）
- 服部天神宮 （大阪府豊中市服部元町）

## 主な天神神社
- 朝日天神神社 （埼玉県ふじみ野市西原）
- 天神神社 （岐阜県岐阜市柳津町） – 柳津天神神社
- 長良天神神社 （岐阜県岐阜市長良天神） – 天神神社
- 天神神社 （岐阜県大垣市新町） – 新町天神神社

## 主な北野神社
- 北野神社 （東京都文京区春日） – 牛天神　※東都七天神
- 北野神社（東京都板橋区徳丸）
- 北野神社 （東京都練馬区東大泉） – 大泉天神
- 北野神社 （長野県安曇野市穂高有明）

## 菅原道真を祭神とする他の神社
- 弥彦神社 （北海道札幌市中央区中島公園） – 伊夜日子神社、札幌彌彦神社
- 青梅神社 （群馬県館林市本町2丁目） – 青梅天満宮
- 雷電稲荷神社 （東京都新宿区新宿） ※祭神を受持神とする説もある。
- 於保多神社 （富山県富山市於保多町）
- 金沢神社 （石川県金沢市兼六町） – 金澤神社
- 輪島前神社（石川県輪島市輪島崎町） – 輪島前天神社
- 深志神社 （長野県松本市深志） – 天神様
- 松室神社 （静岡県掛川市西大渕）
- 松下社 （三重県伊勢市二見町松下）
- 菅大臣神社 （京都府京都市下京区仏光寺通） – 菅大臣天満宮　※菅公聖蹟二十五拝、洛陽天満宮二十五社順拝のひとつ。
- 北菅大臣神社 （京都府京都市下京区仏光寺通） ※洛陽天満宮二十五社順拝のひとつ。菅家廊下の跡地にあるとされる。
- 安居神社 （大阪府大阪市天王寺区逢阪） – 安居天満宮
- 生根神社 （大阪府大阪市住吉区住吉） – 奥ノ天神、奥天神
- 萩原神社 （大阪府堺市東区日置荘原寺町） – 萩原天神
- 菅生神社 （大阪府堺市美原区菅生） – 菅生天満宮
- 蹉跎神社 （大阪府枚方市南中振） – 蹉跎天満宮
- 千代田神社 （大阪府河内長野市市町） – 菅原神社
- 屯倉神社 （大阪府松原市三宅中） – 三宅神社
- 紀部神宮 （大阪府池田市木部町） – 木部天神社、紀部神社
- 家島神社 （兵庫県姫路市家島町） – 家島天満社
- 松原神社 （兵庫県西宮市松原町） – 松原天神、松原天満宮
- 飛鳥神社 （奈良県奈良市北京終町） – 京終天神社
- 高天彦神社 （奈良県御所市北窪） – 彦沢権現
- 釜屋神社 （島根県隠岐郡隠岐の島町都万）
- 古熊神社 （山口県山口市古熊） – 山口の天神様
- 金麗社 （山口県美祢市美東町）
- 埴安神社 （福岡県福岡市中央区鳥飼）
- 國片主神社 （長崎県壱岐市芦辺町） – 国分天満宮